# Augusto Monterroso
 (septembre 2012).
Augusto Monterroso est un écrivain guatémaltèque né à Tegucigalpa (capitale du Honduras) le 21 décembre 1921 et mort le 7 février 2003 à Mexico.

## Biographie
De mère hondurienne et de père guatémaltèque, Augusto Monterroso Bonilla a passé toute sa jeunesse au Guatemala.
Autodidacte, dès l'âge de onze ans, il abandonne l'école au profit de ses aspirations littéraires et musicales, avec l'appui d'un précepteur.
Un an après que sa famille s'est installée définitivement à la capitale, Guatemala, il se consacre entièrement à ses activités littéraires, fondant en 1937 l'Association des jeunes artistes et écrivains du Guatemala, qui sera à l'origine de la Génération de 40. En 1942, à ses 21 ans, l'âge constitutionnel de la majorité, il opte pour la nationalité guatémaltèque. Avec Enrique Juárez Toledo, Rafael Sosa, Carlos Illescas, Otto Rául González et Raúl Leiva, avec lesquels il formera ce qu'on appellera « la generación del 40 », il participe la même année à la fondation de la revue Acento dans laquelle il publie ses premiers contes. Parallèlement, il lutte contre la dictature de Jorge Ubico, en signant notamment le manifeste des 311 et en fondant avec des amis le journal politique El espectador. En septembre 1944, arrêté sur ordre du général Federico Ponce Vaides (le successeur d'Ubico), il se voit contraint de demander l'exil politique à l'ambassade du Mexique.

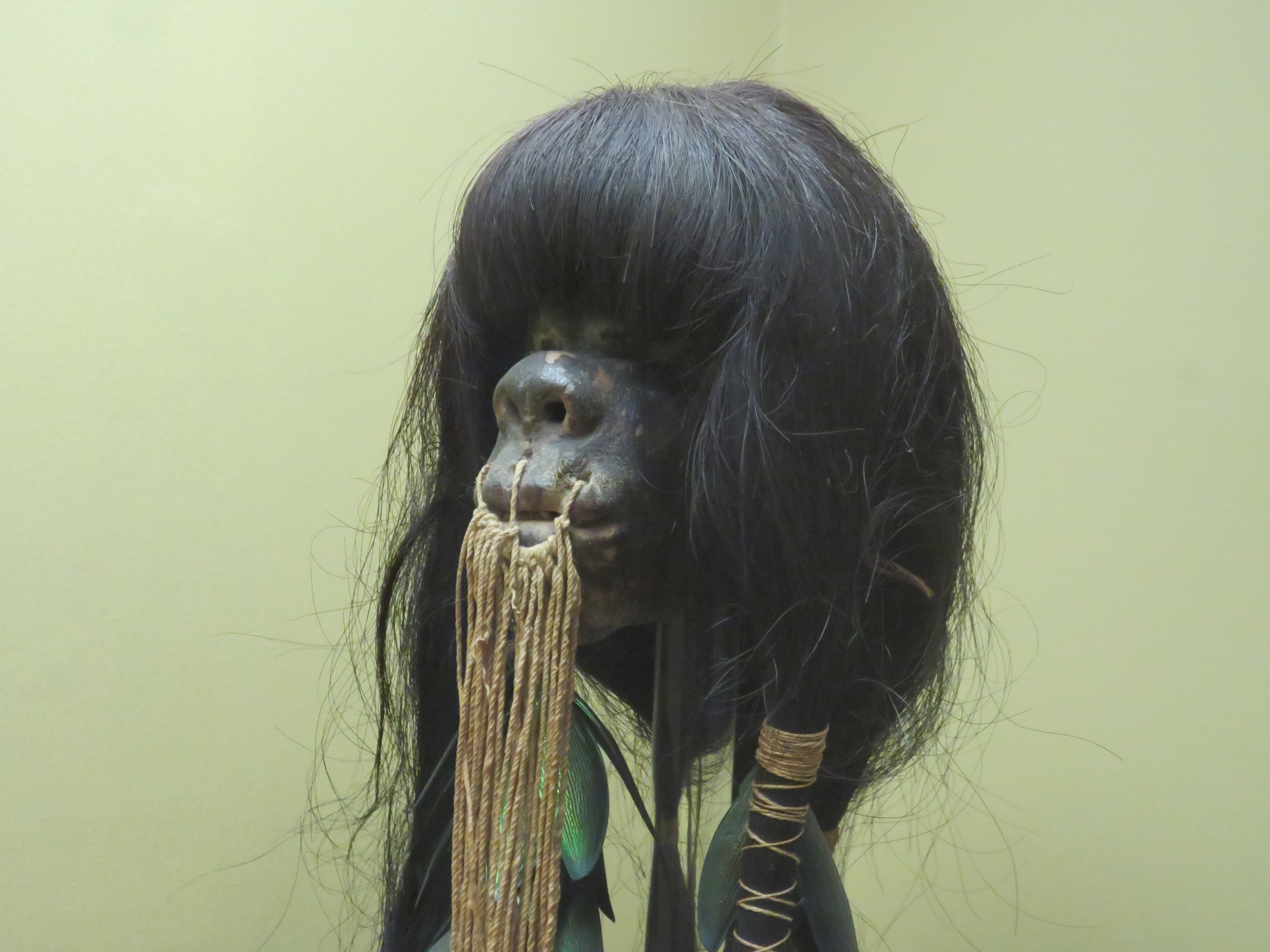
Mister Taylor, le conte qui a commencé à rendre célèbre le travail littéraire d'Augusto Monterroso en 1955, est une satire des dérives impérialistes et dictatoriales de la société de consommation et du capitalisme états-unien en Amérique latine, à travers l'histoire d'un commerce de têtes réduites qui prend une ampleur démesurée et incontrôlée.

La révolution d'octobre de 1944 et l'élection de Juan José Arévalo lui permettent de retourner en 1945 dans son pays d'origine et d'en intégrer le corps diplomatique. Il occupe le poste de vice-consul à Mexico jusqu'en 1953, période durant laquelle il commence ses études universitaires et publie ses premiers contes. Il est ensuite muté à La Paz où il assumera le poste de consul jusqu'au coup d'État orchestré par la CIA contre Jacobo Arbenz en 1954. Il abandonne alors ses fonctions et s'exile à Santiago du Chili. Il y rencontre de nombreux écrivains, dont Manuel Rojas et surtout Pablo Neruda dont il devient le secrétaire à La Gaceta de Chile. C'est à Santiago, dans le journal El Siglo, qu'il publie pour la première fois, en 1955, le désormais célèbre conte Mister Taylor, qu'il avait écrit juste avant de quitter La Paz, en réaction à l'intervention nord-américaine au Pérou.
Il retourne définitivement à Mexico en 1956, où il poursuit une carrière d'universitaire tout en continuant de voyager régulièrement à travers l'Amérique latine pendant trois ans. En 1959, la publication d'Œuvres complètes (et autres contes) (es) le rend immédiatement célèbre dans les milieux littéraires latino-américains, notamment pour sa surprenante micronouvelle Le Dinosaure.
Il prend une place de plus en plus importante dans la vie littéraire et universitaire mexicaine, surtout à partir de 1969 quand, après la publication de Fables à l'usage des brebis galeuses (es), il obtient une importante reconnaissance internationale ainsi que la charge de l'atelier de conte de la Direction générale de Diffusion culturelle de l'UNAM et de l'atelier d'écriture narrative de l'Institut national des Beaux-Arts. C'est lors de ces stages d'écriture qu'il rencontrera en 1970 celle qui deviendra sa femme six ans plus tard ainsi qu'un écrivain reconnu, Bárbara Jacobs (es).
Sa célébrité et sa place dans la littérature continuent de s'accroître après la parution de Mouvement perpétuel, salué comme le meilleur livre de l'année 1972 au Mexique, puis l'obtention du prestigieux prix Xavier-Villaurrutia en 1975, pour son Anthologie personnelle. Entre ses nombreux voyages à travers l'Amérique latine et l'Europe, il publie son unique roman en 1978.
Il obtient de nombreux autres prix littéraires et distinctions honorifiques à partir des années 1990, comme le titre de docteur honoris causa de l'université de San Carlos du Guatemala, l'Ordre Miguel Ángel Asturias, le Quetzal de Jade Maya de l'Association des journalistes du Guatemala, le prix de littérature latino-américaine et caribéenne Juan Rulfo et surtout le prix Prince des Asturies des Lettres pour l'ensemble de sa carrière littéraire.
Il est mort à Mexico dans la nuit du 7 au 8 février 2003.

## Œuvre
Salué pour son humour très ironique, sa faculté d'autodérision, sa grande érudition et ses expérimentations de déstructuration des genres littéraires, Monterroso est d'abord devenu célèbre pour ses micro-récits (dont le fameux Dinosaure, resté pendant près d'un demi-siècle la fiction la plus courte en langue espagnole).
On distingue généralement deux grandes époques dans l'œuvre de Monterroso. La première époque est constituée de fictions courtes assez traditionnelles, tandis que dans la deuxième époque, qui commence dès Mouvement perpétuel, la forme de l'essai et les références méta-littéraires deviennent prédominantes.
Son œuvre fictionnelle se caractérise, comme il l'avouait lui-même avec autodérision, par sa faible prolixité. Elle comprend ses deux premiers recueils de contes, fables et récits en tous genres, ainsi que quelques passages de Mouvement perpétuel et Lo demás es silencio: la vida y la obra de Eduardo Torres, même si ce dernier ouvrage tient plus, dans sa forme, de l'essai sur un écrivain fictif que d'un récit ou un roman traditionnel.

### Ouvrages
- (es) Obras completas (y otros cuentos), Mexico, UNAM, 1959
  - Œuvres complètes et autres contes  (trad. Claude Couffon), Genève, Patiño, 2000, 140 p. (ISBN 978-2-88213-031-0)
- (es) La Oveja Negra y demás fábulas, Mexico, Joaquín Mortiz, 1969, 106 p.
  - Fables à l'usage des brebis galeuses  (trad. Robert Amutio), Marseille, André Dimanche, 1995, 103 p. (ISBN 978-2-86916-078-1)
- (es) Movimiento perpetuo, Mexico, Joaquín Mortiz, 1972, 151 p.
  - Mouvement perpétuel  (trad. Christine Monot), Mayenne, Passage du Nord/Ouest, coll. « Traductions Contemporaines », 2004, 214 p. (ISBN 978-2-914834-11-7, présentation en ligne)
- (es) Lo demás es silencio : la vida y la obra de Eduardo Torres, Mexico, Joaquín Mortiz, 1978, 186 p. (ISBN 978-968-27-0042-2, OCLC 5800393)
- (es) Viaje al centro de la fábula, Mexico, UNAM, 1981
- (es) La palabra mágica, Mexico, Era, coll. « Biblioteca Era », 1983, 119 p. (ISBN 978-968-41-1570-5, OCLC 148699134, présentation en ligne)
  - Le mot magique  (trad. Christine Monot), Mayenne, Passage du Nord/Ouest, coll. « Traductions Contemporaines », 2006, 134 p. (ISBN 978-2-914834-21-6, présentation en ligne)
- (es) La letra e : fragmentos de un diario, Madrid, Alianza, coll. « Alianza », 1987, 204 p. (ISBN 978-968-41-1160-8, présentation en ligne)
- (es) Esa fauna, Mexico, Era, 1992, 62 p. (ISBN 978-968-41-1281-0)
- (es) Los buscadores de oro, Barcelone, Anagrama, coll. « Narrativas hispánicas », 1993, 110 p. (ISBN 978-84-339-0955-8)
- (es) La vaca, Mexico, Alfaguara, 1998, 133 p. (ISBN 978-968-19-0493-7)

### Anthologies
- Animales y hombres, EDUCA, coll. « Séptimo día », 141 p., San José, 1972
- Antología personal, Fondo de Cultura Económica, 194 p., Mexico, 1975
- Mr. Taylor & Co, Casa de las Américas, coll. « La honda », 130 p., La Havane, 1982
- Las ilusiones perdidas, FCE/CREA, Mexico, 1985
- Cuentos, Alianza Editorial, Madrid, 1986.
- El cuento contemporáneo, UNAM, Madrid, 1986.
- Las ilusiones perdidas, El Sol, Madrid, 1991.
- Cuentos y fábulas, Círculo de Lectores, Barcelone, 1993.
- Mr. Taylor, Plaza y Valdés Ediciones, Mexico, 1994.
- Sinfonía concluida y otros cuentos, Monte Avila, Caracas, 1994.
- El eclipse y otros cuentos, Alianza 100, Madrid, 1995.
- Cuentos, Fábulas y Lo demás es silencio, Alfaguara, Mexico, 1996.
- La oveja negra y otros relatos, Alfaguara, Madrid, 1998.